# Головльов Олексій Федорович
Олексій Федорович Головльо́в (1903 рік, с. Городська Скала, Таврійська губернія — 27 березня 1944 року, Миколаїв) — Герой Радянського Союзу, секретар партійної організації 384-го окремого батальйону морської піхоти Одеської військово-морської бази Чорноморського флоту, капітан.

## Біографія
Олексій Федорович народився 1903 році в селі Городська Скала Керч-Єнікальського градоначальства Таврійської губернії, тепер у межах міста Керчі, в сім'ї російського ремісника. Залишившись без батька, виховувався в притулку, потім працював на риболовецькому вітрильнику, був наймитом. У роки становлення Радянської влади співчував революційним ідеям, був головою батрачкому.
У 1925 році був призваний до лав Червоної Армії, за роки служби в якій став професійним військовим політпрацівником. У 1931 році закінчив військово-політичну школу.
У грудні 1942 року був направлений на фронт, до цього обіймав посади начальника Будинку командного складу Амурської флотилії і заступника командира військово-морського госпіталю в Хабаровську.
У 1943 році О. Ф. Головльов, закінчивши курси офіцерського складу в Гаграх, отримав звання капітана і був призначений парторгом у 384-й окремий батальйон морської піхоти Одеської військово-морської бази Чорноморського флоту.
Брав участь у десантній операції зі звільнення села Осипенко, за мужність і відвагу в якій був нагороджений орденом Червоної Зірки. Брав участь також у боях на Кінбурнській косі, звільнення селищ Херсонської області Олександрівка, Богоявленське (нині Жовтневий) і Широка Балка.
У другій половині березня 1944 року увійшов до складу десантної групи під командуванням старшого лейтенанта Костянтина Федоровича Ольшанського. Завданням десанту було полегшення фронтального удару радянських військ під час визволення міста Миколаєва, що був частиною Одеської операції. Після висадки в ніч на 26 березня в морському порту Миколаєва загін протягом двох діб відбив 18 атак противника, знищивши близько 700 гітлерівців. У цих боях героїчно загинули майже всі десантники. У їхньому числі під час відбиття 16-ї атаки ввечері 27 березня загинув і капітан О. Ф. Головльов.
Указом Президії Верховної Ради СРСР від 20 квітня 1945 року за зразкове виконання бойових завдань командування на фронті боротьби з німецькими загарбниками і виявлені при цьому відвагу і геройство капітану Головльова Олексію Федоровичу було присвоєно звання Героя Радянського Союзу (посмертно).

## Нагороди
- Золота Зірка Героя Радянського Союзу (посмертно);
- орден Леніна;
- орден Червоної Зірки;
- медалі.

## пам'ять
- Похований у братській могилі в місті Миколаєві (Україна) у сквері 68-ми десантників.
- Там же на честь Героїв відкрито Народний музей бойової слави моряків-десантників, споруджений пам'ятник.